# Vic Perrin
Pour les articles homonymes, voir Perrin.
Vic Perrin est un acteur américain né le 26 avril 1916 à Menomonee Falls, Wisconsin (États-Unis), décédé le 4 juillet 1989 à Los Angeles (Californie).

## Filmographie
- 1947 : La Cité magique (Magic Town) : Elevator Starter
- 1950 : Outrage : Andy, Ann's desk-mate
- 1952 : Troublez-moi ce soir (Don't Bother to Knock) de Roy Baker : Elevator Operator
- 1953 : The Twonky : TV Salesman
- 1953 : The System : Little Harry Goubenek
- 1954 : L'Éternel féminin (Forever female) : Scenic Designer
- 1954 : For the Defense (TV)
- 1954 : Le Cavalier traqué : Bar-M Rider
- 1954 : Badge 714 : Adolph Alexander, Asst. Chief Deputy D.A.
- 1954 : Mardi, ça saignera (Black Tuesday) : Dr. Hart
- 1956 : Forbidden Moon (TV) : Argar
- 1958 : Mutts About Racing : Announcer (voix)
- 1960 : Spartacus : Narrator
- 1966 : Le Fantôme de l'espace (Space Ghost) (série télévisée) : Creature King / Lurker (voix)
- 1966 : The Bubble
- 1966 : Dominique (The Singing Nun)
- 1967 : Star Trek (série télévisée) : épisode Le Korrigan : Nomad (voix)
- 1967 : Star Trek (série télévisée) : épisode Miroir : Tharn
- 1967 : The Superman/Aquaman Hour of Adventure (série télévisée) : Hawkman (Carter Hall) (voix)
- 1968 : Mission Impossible Versus the Mob : Cheever
- 1968 : Aquaman (série télévisée) : Hawkman (voix)
- 1968 : Vixen : Narrateur
- 1968 : Bullitt de Peter Yates : Voix
- 1968 : Les Mystères de l'Ouest (The Wild Wild West), de Michael Garrison (série télévisée)
  - La Nuit de la Terreur ailée - 1e partie (The Night of the Winged Terror - Part 1), Saison 4 épisode 15, de Marvin J. Chomsky : Professeur Simon Winkler
  - La Nuit de la Terreur ailée - 2e partie (The Night of the Winged Terror - Part 2), Saison 4 épisode 16, de Marvin J. Chomsky : Professeur Simon Winkler
- 1969 : Dragnet 1966 (TV) : Don Negler, alias J. Johnson
- 1969 : Scoubidou (Scooby-Doo, Where Are You!) (série télévisée) : Voix additionnelle (voix)
- 1970 : Zigzag : Fingerprint expert
- 1971 : Help!... It's the Hair Bear Bunch! (en) (série télévisée) (voix)
- 1972 : Gargoyles, les anges de la nuit (TV) : The Gargoyle (voix)
- 1974 : These Are the Days (série télévisée) (voix)
- 1974 : L'Homme du clan (The Klansman) : Hector
- 1975 : L'Enquête de Monseigneur Logan (The Abduction of Saint Anne) (TV) : Docteur
- 1975 : La Nuit des extraterrestres (The UFO Incident) (TV) : Narrateur
- 1976 : Clue Club (série télévisée) (voix)
- 1976 : Mantalo (Jabberjaw) (série télévisée)
- 1977 : Black Oak Conspiracy : Finch
- 1978 : The New Fantastic Four (série télévisée) (voix)
- 1978 : The Challenge of the Super Friends (série télévisée) : Sinestro / Voix additionnelles (voix)
- 1979 : Spider-Woman (série télévisée) (voix)
- 1981 : Spider-Man (série télévisée) (voix)
- 1981 : Les Schtroumpfs (The Smurfs) (série télévisée) : Voix additionnelles (voix)
- 1982 : Flash Gordon: The Greatest Adventure of All (téléfilm) : Ming the Merciless (voix)
- 1982 : The Incredible Hulk (en) (série télévisée) : Voix additionnelles (voix)
- 1986 : Mystérieusement vôtre, signé Scoubidou (The All-New Scooby and Scrappy-Doo Show) (série télévisée) (voix)
- 1987 : Jonny Quest (série télévisée) : Voix additionnelles (voix)